# ジャスパー・フランシス・クロプシー
ジャスパー・フランシス・クロプシー（Jasper Francis Cropsey、1823年2月18日 - 1900年6月22日）はアメリカ合衆国の画家である。「ハドソン・リバー派」、「ルミニズム」の画家の一人とされる。

## 略歴
ニューヨーク市のスタテンアイランドのRossvilleの農園の息子に生まれた。幼い頃は体が弱く、学校をしばしば休み、独学で絵を学び、ノートや教科書の余白に建物や風景を描いていた。
建築家になる訓練を受け、1843年に事務所を開いた。ニューヨークのナショナル・アカデミー・オブ・デザインの美術学校でモーリー(Edward Maury)の指導で水彩画、人物画を学び、1844年に展覧会に出展した。翌年から風景画に転じ、アカデミーの準会員に選ばれた。
1847年から1849年の間、ヨーロッパを旅し、イギリス、フランス、スイス、イタリアを訪れて作品を描き、1851年にナショナル・アカデミー・オブ・デザインの正会員に選ばれた。ミシガン大学の学長のヘンリー・タッパンと友人になり、アナーバーに滞在し、1855年にはデトロイトの天文台や大学の風景を描いた。1856年に再びヨーロッパに渡り7年間ロンドンに滞在し、ロイヤル・アカデミー・オブ・アーツの展覧会や1862年のロンドン万国博覧会に出展した。
アメリカに帰国後ニューヨークにスタジオを開き、アメリカの東北部の地域の風景画を描き、秋の風景を生き生きとした色彩で描くのを得意とした。 1866年にアメリカ水彩画家協会(American Society of Painters in Water Colors)を創立した10人の画家の一人となった。
比較的無名のまま亡くなったが、1960年代になってアメリカ人画家の再評価の機運のなかで再評価された。

## 作品

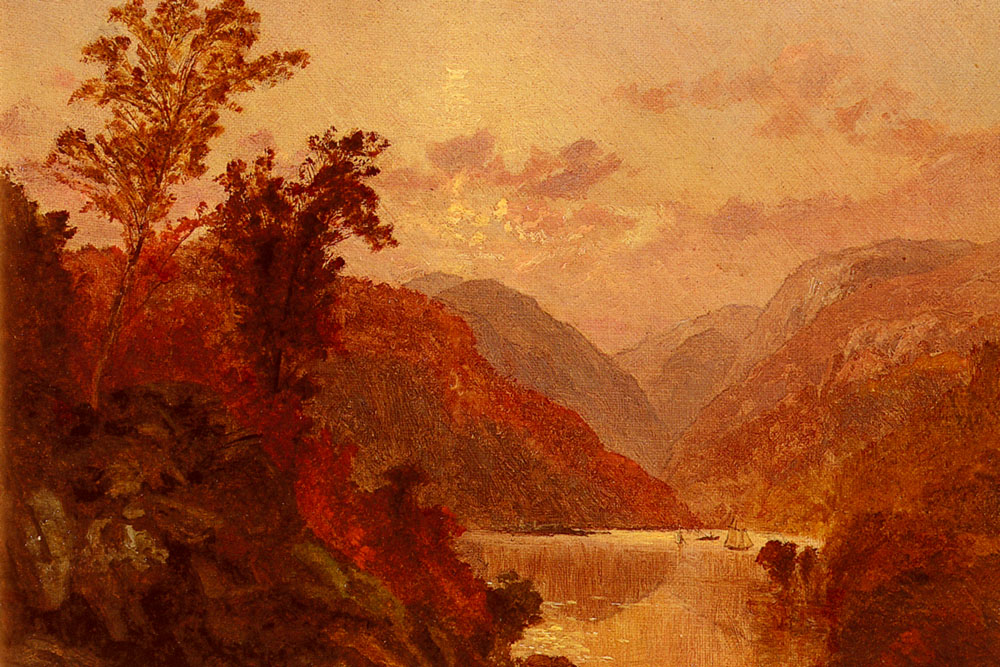
"n The Highlands Of The Hudson"
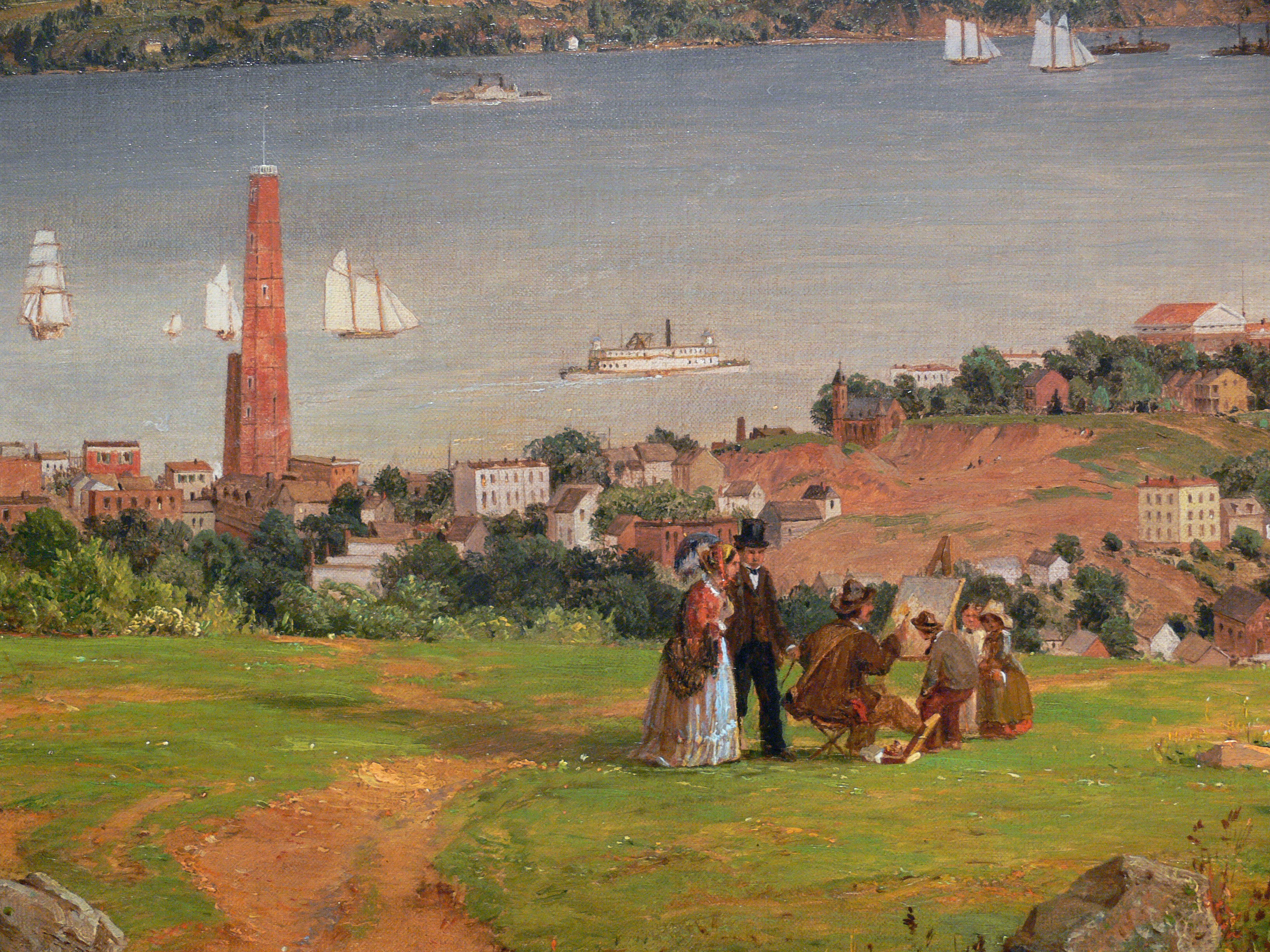
"The Narrows from Staten Island(一部)" (1868)
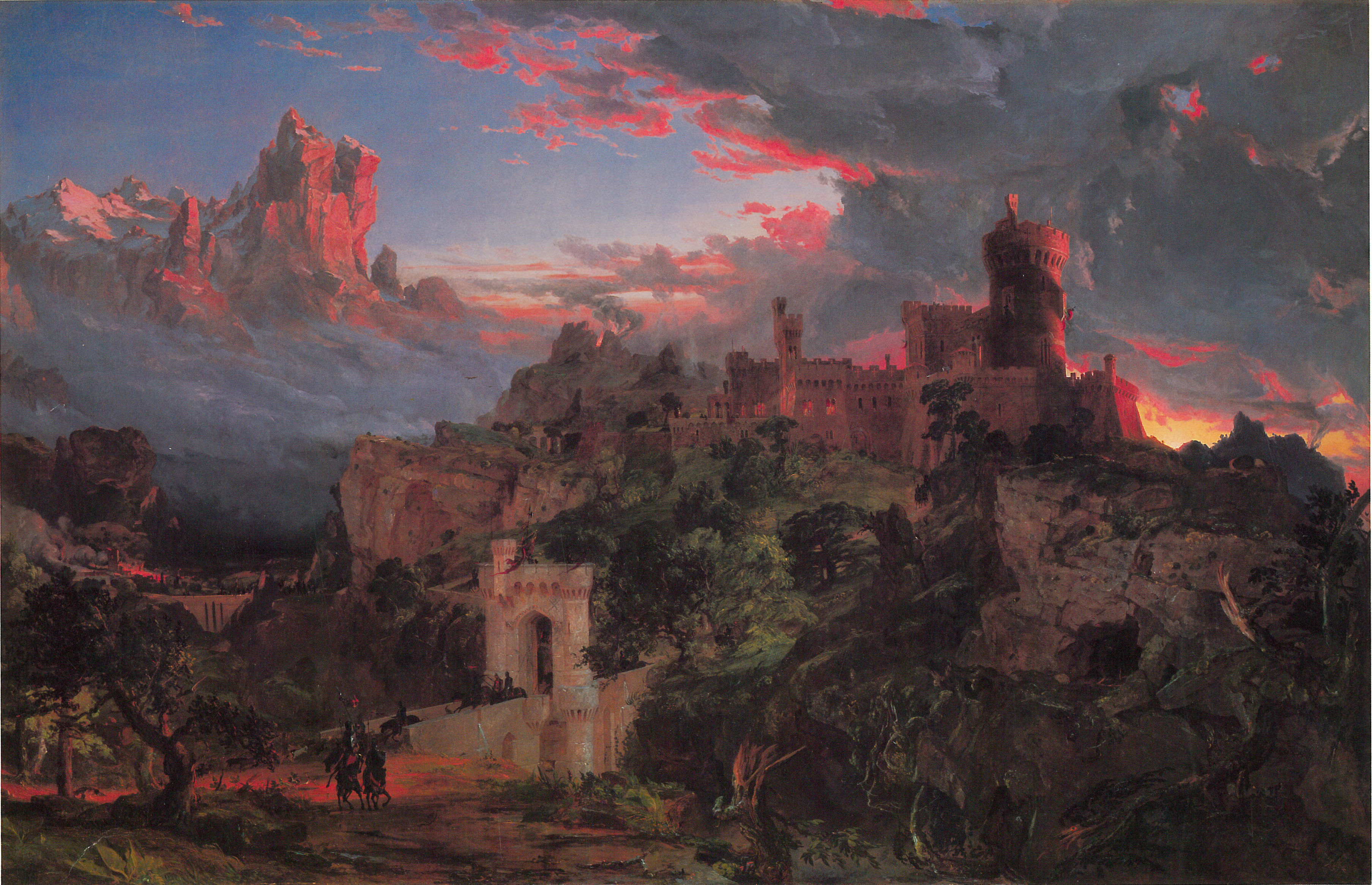
"The Spirit of War" (1851)
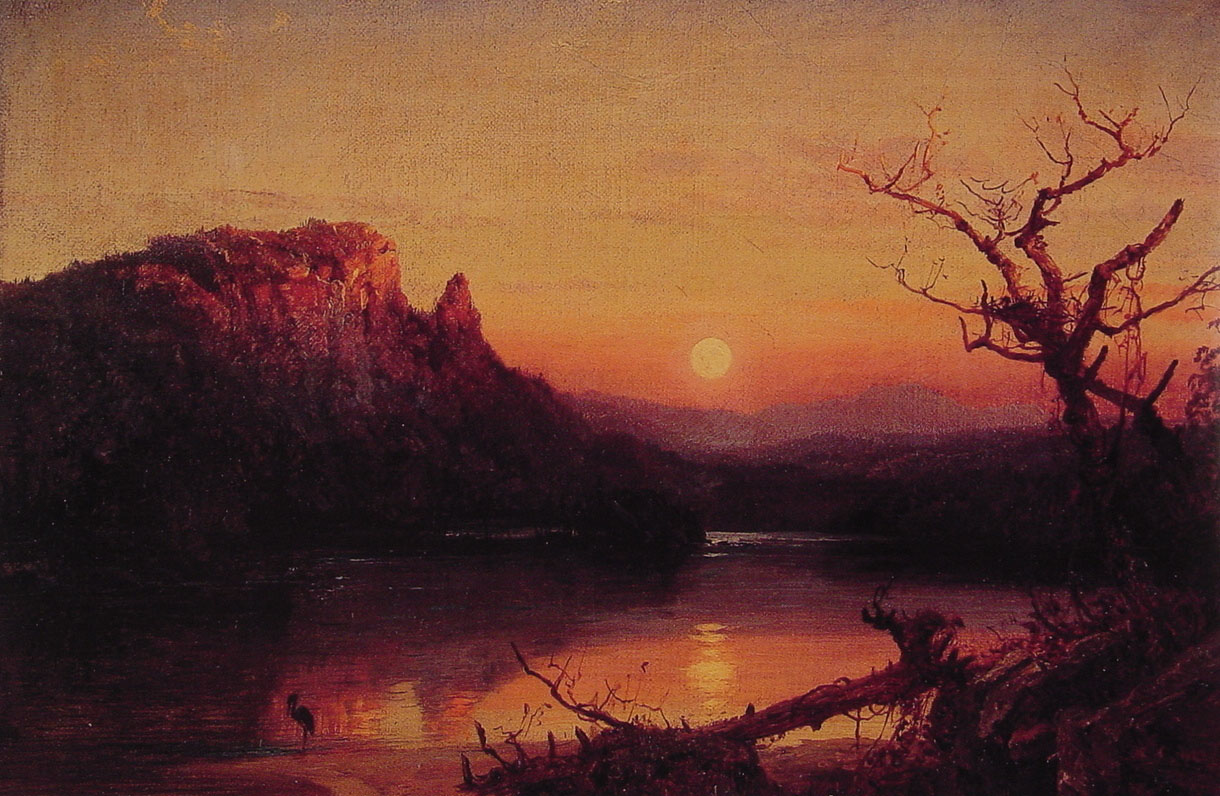
"Sunset Eagle Cliff"
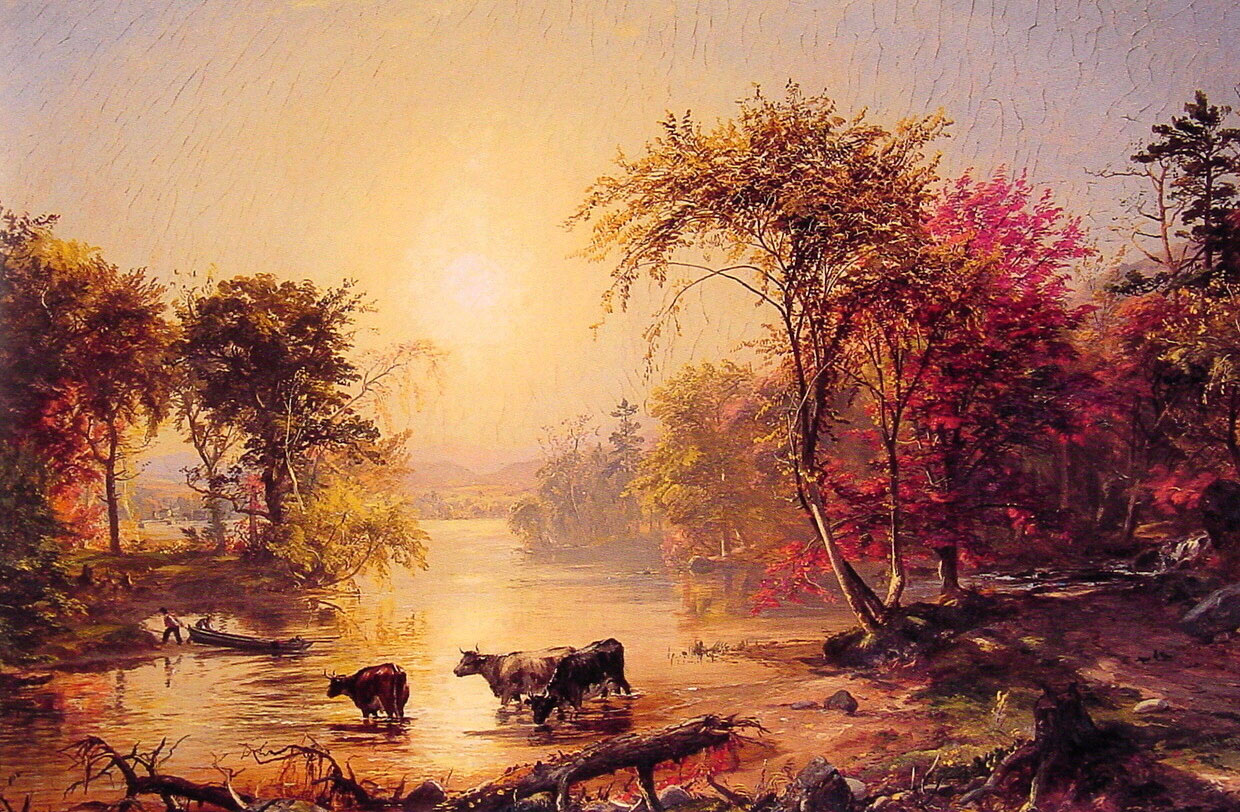
"Autumn in America"
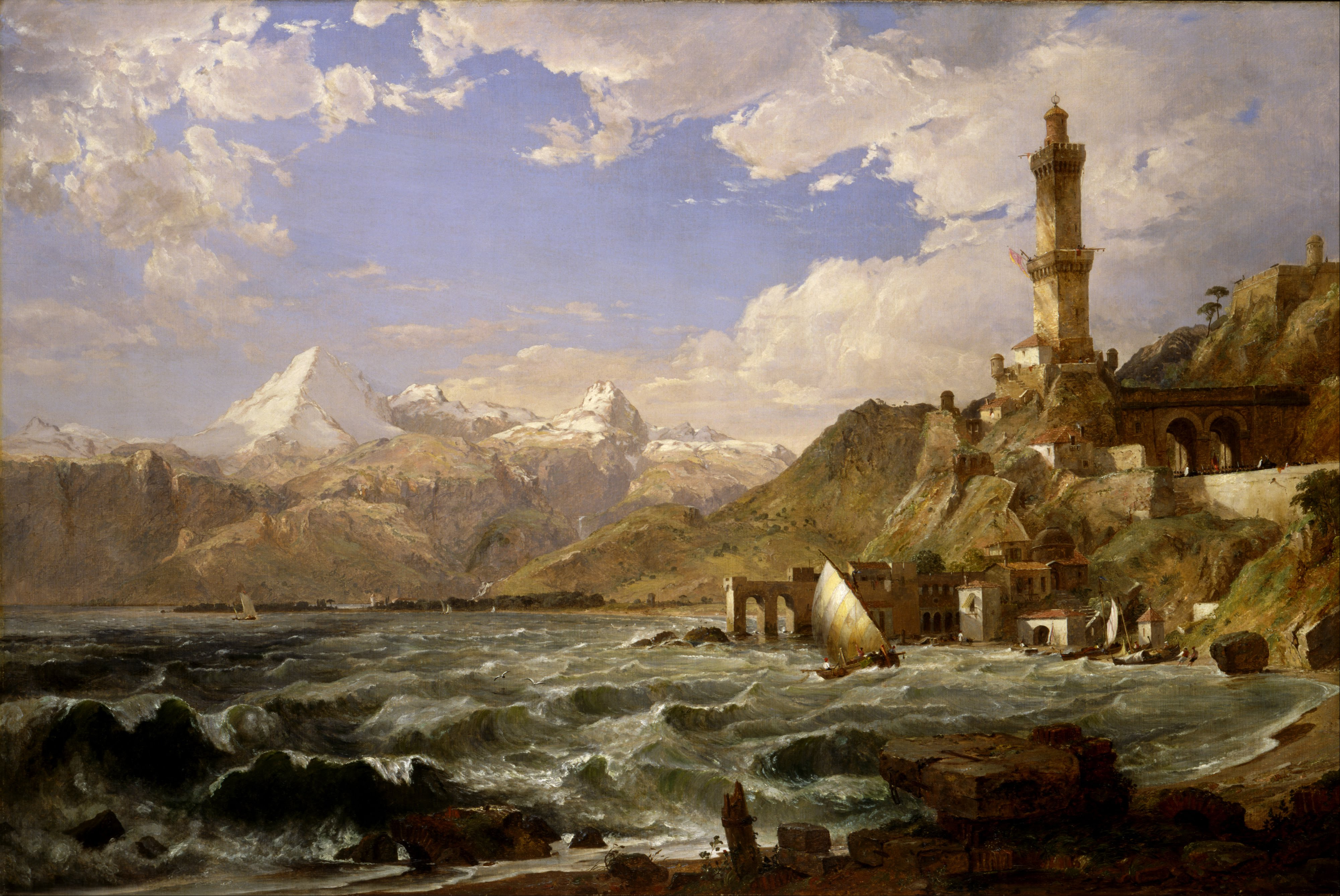
"The Coast of Genoa" (1854)